# Henricia downeyae
Henricia downeyae är en sjöstjärneart som beskrevs av A.M. Clark 1987. Henricia downeyae ingår i släktet Henricia och familjen krullsjöstjärnor. Inga underarter finns listade i Catalogue of Life.